# Florence Masnada
Pour les articles homonymes, voir Masnada.
Florence Masnada, née le 16 décembre 1968 à Vizille en Isère, est une skieuse alpine française dont la carrière sportive s'est étendue de 1985 à 1999 au niveau international. Elle reste licenciée au Club des Sports de Chamrousse durant toute sa carrière. Elle s'est illustrée tout d'abord en slalom avant de performer dans les disciplines de descente, de super-G et de combiné. Masnada fait ses débuts en Coupe du monde en 1988 et elle remporte son unique succès lors du super-G de Garmisch-Partenkirchen en janvier 1995. Au cours de sa carrière, elle remporte deux médailles de bronze aux Jeux olympiques, la première à Albertville en 1992 dans l'épreuve du combiné, la seconde à Nagano en 1998 en descente. Elle remporte également une médaille de bronze aux Championnats du monde de Vail en 1999 dans l'épreuve du combiné.
En Coupe du monde, Florence Masnada a couru pendant 11 saisons et a pris le départ de 135 courses. Elle a obtenu 1 victoire et 8 podiums. Elle a également remporté le petit globe de cristal du combiné en 1991 à égalité avec l'Autrichienne Sabine Ginther, elle est l'unique Française à obtenir ce globe dans l'histoire.
Après sa carrière sportive, elle devient commentatrice de la Coupe du monde de ski alpin et des Championnats du monde sur Eurosport, RMC et Europe 1 où elle y officie de nombreuses années.

## Biographie

### Famille
Elle découvre le ski à l'âge de huit ans au Club des Sports de Chamrousse. 

### Formation
Florence Masnada est diplômée de l'EMLyon Business School.

### Carrière sportive
Elle est la seule Française à avoir remporté la coupe du monde de combiné, en 1991.

### Reconversion sportive
Florence Masnada travaille pour la Caisse d'épargne des Alpes en 1996.
Elle reste près du monde du ski en commentant des épreuves pour Eurosport, RMC et Europe 1 (depuis 2009).
En 2022, elle est re-élue présidente de l'Association des Internationaux du ski français (AISF).

### Hommage
La station de Chamrousse lui a rendu hommage en baptisant son stade de slalom sur le Recoin : Stade Florence Masnada.

### Vie privée
Elle est mariée à Christophe Aubonnet, ancien skieur alpin, cofondateur de Hoka One One, avec qui elle a une fille.
Sa fille Kylia, est une athlète qui détient plusieurs qualifications aux Championnats de France Jeunes d'athlétisme (400m haies) et plusieurs médailles nationales par équipe (saut en longueur et javelot).

## Palmarès

### Jeux olympiques
| Épreuve / Édition   | Descente | Super G | Slalom géant | Slalom | Combiné |
| ------------------- | -------- | ------- | ------------ | ------ | ------- |
| JO 1992 Albertville | —        | 19e     | —            | DNF    | Bronze  |
| JO 1994 Lillehammer | 13e      | 14e     | —            | DNF    | 7e      |
| JO 1998 Nagano      | Bronze   | 18e     | —            | —      | 6e      |

### Championnats du monde
Florence Masnada rate deux éditions des Championnats du monde, la première en 1993, blessée toute la saison, elle ne prend part à aucune épreuve, et à l'édition 1996 souffrant d'une luxation de la hanche deux mois avant les épreuves.
| Épreuve / Édition        | Descente | Super G | Slalom géant | Slalom | Combiné |
| ------------------------ | -------- | ------- | ------------ | ------ | ------- |
| Mondiaux 1991 Saalbach   | —        | —       | 34e          | 4e     | Abandon |
| Mondiaux 1997 Sestrières | 14e      | 17e     | —            | —      | 6e      |
| Mondiaux 1999 Vail       | 11e      | 10e     | —            | 14e    | Bronze  |

### Coupe du monde
- Meilleur résultat au classement général : 11e en 1997
  - Vainqueur de la coupe du monde de combiné en 1991
  - 1 victoire : 1 super-G
  - 8 podiums

#### Différents classements en Coupe du monde
| Saison / Épreuve | Saison / Épreuve | Général | Général | Descente | Descente | Super G | Super G | Slalom géant | Slalom géant | Slalom | Slalom | Combiné | Combiné |
| ---------------- | ---------------- | ------- | ------- | -------- | -------- | ------- | ------- | ------------ | ------------ | ------ | ------ | ------- | ------- |
| Saison / Épreuve | Saison / Épreuve | Class.  | Points  | Class.   | Points   | Class.  | Points  | Class.       | Points       | Class. | Points | Class.  | Points  |
| 1988-1989        | 1988-1989        | 41e     | 21      | -        | -        | -       | -       | -            | -            | 24e    | 9      | 8e      | 12      |
| 1989-1990        | 1989-1990        | 46e     | 23      | -        | -        | -       | -       | 21e          | 15           | 23e    | 8      | -       | -       |
| 1990-1991        | 1990-1991        | 23e     | 66      | -        | -        | -       | -       | -            | -            | 13e    | 31     | 1re     | 35      |
| 1991-1992        | 1991-1992        | 39e     | 210     | 46e      | 13       | 16e     | 123     | 39e          | 18           | 27e    | 56     | -       | -       |
| 1992-1993        | 1992-1993        | -       | -       | -        | -        | -       | -       | -            | -            | -      | -      | -       | -       |
| 1993-1994        | 1993-1994        | 52e     | 142     | 56e      | 3        | 26e     | 42      | 42e          | 16           | 35e    | 45     | 13e     | 36      |
| 1994-1995        | 1994-1995        | 19e     | 421     | 11e      | 205      | 7e      | 198     | 41e          | 18           | -      | -      | -       | -       |
| 1995-1996        | 1995-1996        | 54e     | 121     | 37e      | 27       | 26e     | 46      | -            | -            | 55e    | 8      | 6e      | 40      |
| 1996-1997        | 1996-1997        | 11e     | 432     | 13e      | 191      | 6e      | 221     | -            | -            | 41e    | 20     | -       | -       |
| 1997-1998        | 1997-1998        | 15e     | 448     | 6e       | 216      | 20e     | 73      | -            | -            | 34e    | 30     | 5e      | 76      |
| 1998-1999        | 1998-1999        | 17e     | 425     | 7e       | 316      | 33e     | 47      | -            | -            | 40e    | 22     | 10e     | 40      |

#### Détail des victoires
Florence Masnada compte huit podiums en Coupe du monde pour une victoire. Cette dernière fut obtenue lors d'un super G à Garmisch-Partenkirchen le 14 janvier 1995 devant les deux Américaines Picabo Street et Shannon Nobis. Ses huit podiums se sont déroulés en descente (trois), super G (deux) et combiné (trois) entre mars 1990 et janvier 1998.
| Édition / Épreuve | Super G                | Total |
| 1994-1995         | Garmisch-Partenkirchen | 1     |

#### Performances générales
| Résultat  | Descente | Super-G | Slalom géant | Slalom | Combiné | Total |
| --------- | -------- | ------- | ------------ | ------ | ------- | ----- |
| 1re place | -        | 1       | -            | -      | -       | 1     |
| 2e place  | 1        | -       | -            | -      | 1       | 2     |
| 3e place  | 2        | 1       | -            | -      | 2       | 5     |
| Top 10    | 9        | 9       | -            | 5      | 6       | 30    |
| Top 30    | 20       | 20      | 8            | 14     | -       | 62    |
| Autres    | 5        | 8       | 6            | 16     | -       | 35    |
| Départs   | 37       | 39      | 14           | 36     | 9       | 135   |

### Arlberg-Kandahar
- Meilleur résultat : 7e place dans le combiné 1993-1994 à Sankt Anton

### Championnats du monde juniors
| Épreuve / Édition   | Descente | Géant |
| ------------------- | -------- | ----- |
| Mondiaux 1985 Jasna | 21e      | 7e    |

### Championnats de France
Florence Masnada a été 14 fois Championne de France Elite dont : 
- 2 fois Championne de France de Descente en 1994 et 1998
- 2 fois Championne de France de Super G en 1991 et 1995
- Championne de France de Slalom Géant en 1991
- 3 fois Championne de France de Slalom en 1991, 1992 et 1995
- 6 fois Championne de France de Combiné en 1985, 1991, 1994, 1995, 1998 et 1999

Avec 14 victoires, Florence Masnada a remporté le plus grand nombre de titres de Championne de France de l'histoire du ski français. 
Elle est aussi l'unique championne à avoir gagné dans les 5 disciplines.
Enfin, elle possède aussi le plus grand nombre de titres en Combiné (6).

## Distinctions
- Chevalier de la Légion d'honneur (2025)[5]